# Upala
Upala är en ort i Costa Rica.   Den ligger i provinsen Alajuela, i den nordvästra delen av landet, 150 km nordväst om huvudstaden San José. Upala ligger 52 meter över havet och antalet invånare är 4 185.
Terrängen runt Upala är platt. Runt Upala är det ganska glesbefolkat, med 27 invånare per kvadratkilometer. Närmaste större samhälle är San José, 14,5 km väster om Upala. Omgivningarna runt Upala är en mosaik av jordbruksmark och naturlig växtlighet.